# Антіох з Аркадії
Антіох з Аркадії (грец. Άντίοχος) — давньогрецький атлет та громадський діяч.

## Біографія
Антіох народився у місті Лепреумі. Прославлений майстер панкратіону. Один раз перемагав на Олімпійських іграх, двічі на Немейських іграх та двічі на Істмійських іграх. У Олімпії була його статуя, яку створив Нікодам.
Антіох був посланцем Аркадії у складі грецького посольства до Персії у 367 році до н. е.. Серед інших питань перський цар розглянув територіальний спір між аркадянами та елійцями. Цар встав на бік елійців. Вважається, що до вирішення питання мав відношення впливовий фіванський посланець Пелопід, ворог аркадян. Антіох був ображений рішенням царя і відмовився від його дарів. Повернувшись додому, виступаючи перед Зборами десяти тисяч, він насміхався над царем. Так Антіох заявляв, що у царя багато пекарів, кухарів, виночерпіїв, ключників але немає тих, хто міг би воювати з греками. Також він вважав розповіді про царські скарби порожніми хвастощами.